# Team Worker
Team Worker (česky „Týmový pracovník“, „Týmový hráč“ či „Hasič“), jinak anglicky také Team Builder, je označení pro jednu ze skupinových rolí ve třídění dle Belbina.

## Charakteristika
- je nejcitlivějším článkem týmu
- je zběhlý v emočních procesech uvnitř skupiny - zajímá se o potřeby a starosti druhých, ví nejvíc o soukromí druhých členů
- obvykle je milý a oblíbený
- příliš se neprosazuje
- zajišťuje kohezi týmu
- zajišťuje podporu druhých členů týmu
- většinou pracuje s myšlenkami a nápady druhých, nepřináší své vlastní nápady
- je ochotný posluchač, jeho doménou je komunikace v týmu
- jeho prioritami je soulad, shoda, hladké fungování, snaží se vyrovnávat spory, která se v týmu vyskytnou
- nemá v oblibě konflikty, snaží se jim předcházet a nabádá k tomu i ostatní
- je většinou nesoutěživý, místo ambicí upřednostňuje harmonii
- postrádá rozhodnost a ráznost
- jeho působení je nepostradatelné, ale fakticky málo patrné, viditelné je většinou v extrémních konfliktních situacích

## Základní přínosy
- spolupracuje
- je mírný, vnímavý a diplomatický
- naslouchá, buduje a odvrací třenice

## Přípustné slabiny
- je nerozhodný v klíčových situacích